# Tartu Ülikool (mannenbasketbal)
Tartu Ülikool is een mannenbasketbalclub van Estland en komt uit Tartu. Ze is verbonden met de Universiteit van Tartu.
Aangezien de formatie van "USK" altijd de sportclub van de Universiteit van Tartu heeft vertegenwoordigd, was het een van de sterkste clubs van de Sovjet-Unie. Het eerste succes was 1949, toen de basketbalspelers van Tartu de gouden medaille wonnen om het Landskampioenschap van de Sovjet-Unie. De club werd tweede in 1950 en derde in 1951.
In 1990 trok het team zich terug uit de deelnemers aan het kampioenschap van de USSR en begon te spelen om het kampioenschap van Estland. "Tartu Ülikool" werd zesentwintig keer Landskampioen van Estland. Ook werden ze zeventien keer Bekerwinnaar van Estland.

## Verschillende sponsornamen
- 1992–1994: Raidor
- 1994-1995: Tartu Gaas
- 1997-1999: SK Polaris
- 1999-2001: Tartu Ülikool/Delta
- 2001-2011: Tartu Ülikool/Rock
- 2012-2016: Tartu Ülikool/Rock
- 2020-heden: Tartu Ülikool Maks & Moorits

## Erelijst
- Landskampioen Sovjet-Unie: 1
  - Winnaar: 1949
  - Tweede: 1950
  - Derde: 1951

- Landskampioen Estland: 26
  - Winnaar: 1938, 1939, 1940, 1948, 1949, 1950, 1951, 1952, 1956, 1958, 1959, 1968–69, 1969–70, 1971–72, 1972–73, 1974–1975, 1975–76, 1976–77, 1977–78, 1999–00, 2000–01, 2003–04, 2006–07, 2007–08, 2009–10, 2014–15

- Bekerwinnaar Estland: 17
  - Winnaar: 1950, 1952, 1956, 1958, 1974, 1976, 1979, 2000, 2001, 2002, 2004, 2009, 2010, 2011, 2013, 2014, 2021

- Baltic League: 1
  - Winnaar: 2010

## Bekende (oud)-spelers
- - Anatoli Krikun
- - Heino Kruus
- - Ilmar Kullam
- - Mart Laga
- - Joann Lõssov
- - Aleksei Tammiste